# Poljski huzarji
Poljski huzarji (poljsko husaria) ali krilati huzarji so bili od 16. do 18. stoletja ena od udarnih enot poljske in poljsko-litovske konjenice. Zgledovali so se po ogrskih huzarjih, lahki konjenici prebeglih srbskih vojakov. Od druge polovice 16. stoletja in po reformah kralja Štefana Báthoryja so se huzarji pretvorili v težko oklepljeno udarno konjenico. Do reform v 1770. letih so se šteli za elito poljske konjenice.

## Zgodovina
Huzarji izvirajo iz najemniških enot izgnanih srbskih konjenikov.  Srbski suličarji, imenovani tudi racowie, so se uporabljali za boj proti osmanskim spahijam in delijam. Najstarejše omembe huzarjev v poljskih dokumentih segajo v leto 1500, čeprav so verjetno delovali že prej.
V 15. stoletju so nekatere evropske vojske uvedle lahke huzarje, ki so se zgledovali po huzarjih ogrskega kralja Matije Korvina. Bili so lahko oboroženi in ne predragi. Po ogrskih huzarjih so se prvotno zgledovali tudi poljski huzarji. Z razvojem konjeniških enot v 16. stoletju so privzeli tudi izkušnje srbske lahke konjenice v Korvinovi vojski.
Prve huzarske enote v Kraljevini Poljski je ustanovil Sejm (poljski parlament) leta 1503, ki je najel tri prapore (poljsko chorągiew) ogrskih najemnikov. Kmalu zatem se je začelo novačenje med poljskimi državljani. Srbsko-ogrski huzarji so bili precej slabše opremljeni od močno oklepljenih renesančnih na začetku 16. stoletja in so igrali precej manjšo vlogo pri zmagah poljske krone, kar kažejo zmage pri Orszi (1514) in Obertynu (1531). V tako imenovanem "prehodnem obdobju" sredi 16. stoletja so težki huzarji v veliki meri zamenjali oklepljene suličarje na oklepljenih konjih v poljski konjenici obrona potoczna, ki je služila na južni poljski meji.
Pravi "krilati huzarji" so bili ustanovljeni med reformami poljskega kralja in litovskega velikega kneza Štefana Bathoryja    v 1570. letih. Kasneje jim je poveljeval poljski kralj in litovski veliki knez Jan III. Sobieski. Od 1570. let do leta 1776 so bili vodilna ali celo elitna veja konjenice v poljski vojski. Leta 1776 so z dekretom vlade njihovo vlogo prevzeli ulanci. Večino huzarjev so rekrutirali med bolj premožnim poljskim plemstvom  (szlachta). Vsak huzar tovariš je vzdrževal svoj poczet (kopje/spremstvo). Več poczetov je tvorilo huzarski prapor ali četo (chorągiew husarska).
V 16. stoletju so postali huzarji na Ogrskem težje oboroženi. Lesene ščite so zamenjali s kovinskim prsnim oklepom. Ko je bil Bathory izvoljen za poljskega kralja in je leta 1576 sprejel tudi naslov litovskega velikega vojvode, so se huzarji iz njegove kraljeve garde pretvorili v težko oklepljeno enoto, opremljeno z dolgim kopjem kot glavnim orožjem. Po Bathoryjevi vladavini (1576–1586) so huzarje v poljski kronski armadi zamenjali srednjeveškim podobni kopjaniki in tvorili glavnino poljske konjenice. V 1590. letih je bila večina poljskih huzarjev in njihova oprema posodobljena. Ti novi težko opremljeni huzarji so postali na Poljskem znani kot  Husaria.
"Zlata doba" Husarie se je začela z bitko pri Lubiszewu leta 1577. Po tej bitki so do bitke pri Dunaju leta 1583 zmagali v večini bitk, v katerih so se borili: Lubiszew (1577), Byczyna (1588), Kokenhausen (1601), Kircholm (1605), Kłuszyn (1610), Chocim (1621), Martynów (1624), Trzciana (1629), Ochmatów (1644), Beresteczko (1651), Połonka (1660), Cudnów (1660), Chocim (1673), Lwów (1675), Dunaj (1683) in Párkány (1683). Izkazali so se za odločilni dejavnik proti pogosto premočnemu nasprotniku. V bitki z rusko vojsko pri Kluszynu, na primer, so bili Rusi kljub številčni premoči 5:1 težko poraženi.
Huzarji so se razvili tudi v izvidniške enote. Dobili so bolj izpopolnjene uniforme brez oklepa in težkega orožja. Ko je v 18. stoletju pehotno strelno orožje postajalo vedno bolj učinkovito, je težka konjenica s svojo taktiko razbijanja in lomljenja pehotnih enot postajala vse bolj zastarela in huzarji so se iz bojne enote preoblikovali v paradno enoto. 
Krilati huzarji so dobili ime po velikih krilih – lesenem okvirju, okrašenem z orlovim, nojevim, labodjim ali gosjim perjem. V 16. stoletju so se krila ali krila s kremplji začela pojavljati tudi na konjeniških ščitih. Najpogostejša teorija trdi, da so krila oddajala glasne drhteče šume, zaradi katerih se je zdelo, da je enota veliko večja kot v resnici. Šumi so prestrašili tudi sovražnikove konje. Druga teorija pravi, da so krila branila hrbet konjenika pred udarcem z mečem in lasom ali zato, da so postali njihovi konji gluhi za zvoke lesenih ragelj, ki so jih uporabljali osmanski in krimski Tatari.

## Taktika
Huzarji so bili težka konjenica Republike obeh narodov. Svoji enoti poczet (kopje) je poveljeval towarzysz husarski (tovariš). Kopje je bilo sestavljeno iz dveh do petih podobno oboroženih spremljevalcev in služabnikov (czeladnicy), ki so skrbeli za konje, hrano, zaloge, popravila in krmo in pogosto aktivno sodelovali v bitki. Kopje je bilo del večje enote – praporja (chorągiew), ki je štel 30 do 60 kopij. Poveljnika po njegovi pogodbeni obveznosti so imenovali rotmistrz, dejanski poveljnik pa je bil pogosto poročnik (porucznik). Prapor je imel svojega praporščaka, ki je prevzel poveljevanje, če poročnik za to ni bil sposoben. Vsak prapor je imel po en rotmistrz kopia, ki je bil večji od drugih. V njem so bili glasbeniki, predvsem trobentači in bobnarji. Nekaj towarzyszev je bilo zadolženih za vzdrževanje reda in pomoč pri manevriranju znotraj prapora, sicer pa je njegova vloga precej nerazumljiva. 
Primarna taktika poljskih huzarjev je bil napad in preboj skozi nasprotnikove vrste. Začel se je s počasno hojo v relativno ohlapni formaciji. S približevanjem nasprotniku se je hitrost povečevala, formacija pa vedno bolj strnjevala. Huzarji so poskušali napad večkrat ponoviti, dokler niso zlomili nasprotnikove formacije. Rezervna kopja so imeli na oskrbovalnih vozovih. Taktika napada s težko konjenico je bila skoraj dve stoletji odločilna. 
Huzarji so bili oboroženi z dolgim kopjem, ravnim mečem za zabadanje (koncerz), sabljo, dvema do šest pišolami, karabinko ali arkebuzo (bandolet) in včasih s kijem ali bojno sekiro. Lahka, osmanskim podobna sedla, so omogočala težje oklepe tako jezdecev kot konj. Za huzarje so vzrejali konje, ki so lahko s težkim bremenom zelo hitro tekli in si hitro opomogli. Konji so bili križanci starih poljskih in vzhodnih, običajno tatarskih konj. Konji so lahko prehodili več sto kilometrov z bremenom več kot sto kilogramov (vojak z oklepom in orožjem) in stalno napadali. Bili so tudi zelo gibčni. Huzarji so bili zato sposobni spopasti se s katero koli zahodno težko konjenico in hitrimi Tatari. Za prodajo huzarskega konja nekomu izven Republike obeh narodov je bila zagrožena smrtna kazen.

## Oklep in orožje
- Huzarski polovični oklep iz sredine 17. stoletja; Nacionalni muzej v Krakovu
- Huzarski oklep iz prve polovice 17. stoletja; Poljski vojaški muzej, Varšava
- Luskasti oklep kralja Jana III. Sobieskega.
- Ročaj sablje poljskega huzarja

Huzarski tovariš je moral sam poskrbeti za oklepe, orožje in konje zase in za svoje spremstvo. Izjema so bila kopja, za katera je skrbel kralj. V zlati dobi poljekih huzarjev je bilo njihovo glavno orožje kopje, ki se je sprva zgledovalo po balkanskemu in nazadnje ogrskemu kopju, samo da je bilo daljše. Kopja so bila po dolžini razpolovljena, izvotljena in nato zlepljena in pobarvana. Pogosto so bila tudi bogato pozlačena. Običajno so bila izdelana iz smrekovine. Konica je bila jeklena. Kopje je bilo dolgo od 4,5 do 6,2 m in imelo veliko leseno kroglo (gałka), ki je ščitila ročaj kopja. Kopja sta dobavljala kralj ali praporščak in ne vojaki, Pod konico kopja je bil dolg trikoten svilen praporček. V vojnah proti Tatarom in Turkom v poznem 17. stoletju so se uporabljalo tudi polovična kopja (kopijka), dolga  3 do 3,6 m. 
Huzarski tovariš je na levem boku nosil 1,5 m dolg vzhodnjaški meč (koncerz), na desnem pa pogosto krajši širok meč. Sablje so se nosile na levem boku. Krilati huzarji so imeli več vrst sabelj, vključno s slavno huzarsko sabljo. Krilati huzarji so bili včasih oboroženi tudi z dodatnim orožjem, na primer s kiji in bojnimi sekirami. Huzarski tovariš je imel v žepih na sedlu tudi dve pištoli, medtem ko so bili spremljevalci lahko oboroženi z arkebuzami ali karabinkami. Od 1680. let je bila za spremljevalce karabinka obvezna. 
Nekateri huzarski tovariši so, zlasti v drugi polovici 17. stoletja, nosili tudi tatarske ali turške refleksne loke in tule s puščicami. Nekateri viri omenjajo, da so loke nosili tudi spremljevalci, v prvi polovici 18. stoletja kot statusni simbol. Konjeniški častniki Nacionalne armade in ulanskih enot v saški službi so oboje nosili do reform v 1770. letih. 
Na višku moči v letih 1576 do 1653 je bil huzarski oklep sestavljen iz okrogle čelade turškega porekla s ščitnikom za obraz s srčastim izrezom na sredini, gibljivim ščitnikom za vrat in prilagodljivim ščitnikom za nos v listasto oblikovanem vizirju. Čelade in oklepi spremljevalcev so bili pogosto črni. Oklep je bil sestavljen iz prsne in hrbtne plošče, ščitnikov za ramena, jeklenih rokavic, kasneje tudi iz ščitnika za podlaket. Tovariš je lahko pod plaščem nosil tudi ščitnike za boke, stegna in kolena ali poseben oblazinjen plašč z okovanimi rokavi. Spremljevalci so običajno nosili cenejše in starejše oklepe, pogosto pobarvane v črno. Po nekaterih virih so po  1670. letih nosili tudi prsni oklep.
Sarmatski oklep, sestavljen iz jeklenih lusk, prikovičenih na usnjeno podlago, je lahko imel tudi imel tudi enako izdelano čelado, prsno ploščo in ščitnike za ramena in stegna. Priljubljen je postal med vladanjam Jana III. Sobieskega. Zaradi visoke cene in teže je ostal priljubljen samo med poveljujočimi častniki krilatih huzarjev. 
Običajen oklep huzarjev je bil lahek. Tehtal je okoli 15 kg. Huzarji so bili zato okretni, konji pa so pri polni hitrosti vzdržali dolg galop. Od 1670. let se je bitkah s Tatari na jugu države nosil verižni oklep. Huzarski tovariš je čez levo rame pogosto nosil leopardovo, tigrovo ali jaguarjevo krzno. Iz dragocenega krzna so bile tudi podsedlice in trakovi okoli bokov. Za starešine in veterane (starszyzna) je bilo rezervirano volčje, medvedje ali risje krzno.

## Zapuščina
Poljski huzarji so upodobljeni na poljskem zlatniku za 200 zlotov. Oklep krilatih huzarjev je bil navdih za značko 1. oklepne divizije Poljske armade.
Krilate huzarje je v svoji pesmi Winged Hussars z albuma The Last Stand iz leta 2016 opevala švedska power metal skupina Sabaton.